# God Eater
A God Eater (ゴッドイーター; Hepburn: Goddo Ītā) akció-szerepjáték, melyet a Shift fejlesztett és a Bandai Namco Games jelentetett meg, kizárólag PlayStation Portable kézikonzolra. A játék 2010. február 4-én jelent meg, kizárólag Japánban. A játék feljavított változata, a God Eater Burst (ゴッドイーター バースト; Hepburn: Goddo Ītā Bāsuto) 2010. október 28-án jelent meg Japánban, illetve a D3 Publisher jóvoltából 2011. március 15-én Észak-Amerikában és 2011. március 18-án Európában. A Burstben kibővített történet és új játékmechanikai elemek is szerepelnek. A játék nyitó- és zárófőcím dala Alan Over the Clouds és My Life című számai. A játék folytatása 2013 novemberében jelent meg Japánban God Eater 2 címen. 2015 júliusa és 2016 márciusa a Tokyo MX japán televízióadón God Eater néven egy az Ufotable által készített animeadaptáció is lefutott.
Japánban 2015. október 29-én God Eater Resurrection címen egy újabb feljavított változat jelent meg a játékból, ezúttal PlayStation 4 és PlayStation Vita platformokra. A játékot 2016 nyarán, PlayStation 4, PlayStation Vita és Microsoft Windows rendszerekre a Bandai Namco Entertainment észak-amerikai és európai részlege jelentette meg nyugaton.

## Fejlesztés
A játékot Hiro Josimura rendezte, producere pedig Tomizava Juszuke volt. A szereplőket Itakura Kóicsi és Súdzsi Szokabe tervezte.
A God Eatert 2009. július 9-én jelentette be a Bandai Namco Games. Nem sokkal a játék japán megjelenése után a D3 Publisher, a Bandai Namco Holdings egyik észak-amerikai leányvállalata  bejelentette, hogy a játék várhatóan 2010 harmadik negyedévében Észak-Amerikában is meg fog jelenni, azonban később a D3 bejelentette, hogy a megjelenést 2011-re csúsztatták.
A Bandai Namco a 2010. július 11-én megrendezett God Eater Fes 2010 rendezvénnyel egy új God Eater-projektet harangozott be. Öt nappal a rendezvény előtt a japán Famicú szaklapban God Eater Burst címmel bejelentették az eredeti God Eater „továbbfejlődött” verzióját. A játékban új karkötők, kibővített történet, új szereplők és ellenségek is szerepelnek, illetve a játékmenetet is kiegyensúlyozottabbá tették és a grafikán is finomítottak. A God Eater Burst 2010. október 28-án jelent meg Japánban a God Eater Burst: Append Edition című kiegészítőcsomaggal, mely a feljavított verzió összes újdonságát átviszi az eredeti kiadásba. 2011. január 12-én bejelentették, hogy a játék észak-amerikai kiadásának címét Gods Eater Burstre cserélték, többesszámú alakra cserélve a god („isten”) szót. A Gods Eater Burstben az eredeti játékban szereplő fő történetszál mellett egy új, az eredetiben nem szereplő is helyett kapott.
A Játék folytatása God Eater 2 címmel jelent meg, és az első játék után játszódik két évvel. A játék első előzetes videóját 2012. július 21-én tették közzé a Tokyo Game Show játékkiállításon. A God Eater 2 2013. november 14-én jelent meg, kizárólag Japánban.